# První krize v Tchajwanské úžině
První krize v Tchajwanské úžině (TZ: 九三炮戰; ZZ: 九三炮战; pchin-jin: jiǔ sān pào zhàn; česká transkripce: ťiu-san pchao-čan) byl ozbrojený konflikt, který se odehrál 11. srpna 1954 až 1. května 1955 mezi Čínskou lidovou republikou (ČLR) a Čínskou republikou na Tchaj-wanu o strategicky položené ostrovy v Tchajwanské úžině.
V roce 1949, kdy komunisté pod vedením Mao Zedonga (Mao Ce-tunga) upevnili své postavení na pevninské Číně, byli Čankajšek a Kuomintangská armáda nuceni se stáhnout na ostrovy Tchaj-wan, Peskadorské ostrovy a na odlehlé ostrovy Ťin-men (Quemoy) a Ma-cu. Avšak spory o nadvládu nad celou Čínou mezi Komunistickou stranou Číny a nacionalistickým Kuomintangem přetrvávaly.

## Konflikt
Na začátku roku 1950 prezident Harry Truman uvedl, že Spojené státy zůstanou neutrální ve věcech týkajících se Tchajwanské úžiny. Vypuknutí Korejské války v polovině roku 1950 však komplikovalo záležitosti. Udržování míru v Tchajwanském průlivu se stalo prioritou Spojených států, protože okupace Tchaj-wanu ČLR by představovala hrozbu pro bezpečnost regionu a americké síly bojující v Koreji. Truman následně poslal Sedmou flotilu do úžiny v marném pokusu zabránit konfliktu mezi oběma stranami.
Krátce po nástupu do funkce v lednu 1953 prezident Dwight Eisenhower v reakci na konec korejské války zrušil námořní blokádu USA na Tchaj-wanu. S odstraněním americké vojenské přítomnosti v Tchajwanské úžině Čankajšek zintenzivnil své úsilí o opětovné získání kontroly nad Čínou. Během srpna 1954 povolil přesun vojsk na nacionalistické ostrovy Ťin-men a Ma-cu. Odstranění blokády a následné zvýšené aktivity nacionalistů se jevily Maovi jako příležitost „osvobodit Tchaj-wan“ a 3. září 1954 začala Čínská lidová osvobozenecká armáda (ČLOA) bombardovat obsazené pobřežní ostrovy.
Koncem roku 1954 a začátkem roku 1955 se situace v úžině zhoršila, což přimělo vládu USA k jednání. V lednu 1955 americký kongres schválil „Formozskou rezoluci“ a vláda USA poté oznámila své odhodlání bránit Tchaj-wan proti komunistickému útoku, ale nespecifikovala území zahrnuté v jeho obranném obvodu. Výměnou za soukromý slib hájit Ťin-men a Ma-cu Čankajšek souhlasil se stáhnutím svých jednotek z ostrovů Dachen. Pod hrozbou americké síly a prostřednictvím dvoustranných jednání s Čínou ČLR ustoupila a ukončila odstřelování jak Dachen ostrovů, které získala pod svou kontrolu, tak ostrovů Ťin-men a Ma-cu.